# Eduardo Paes

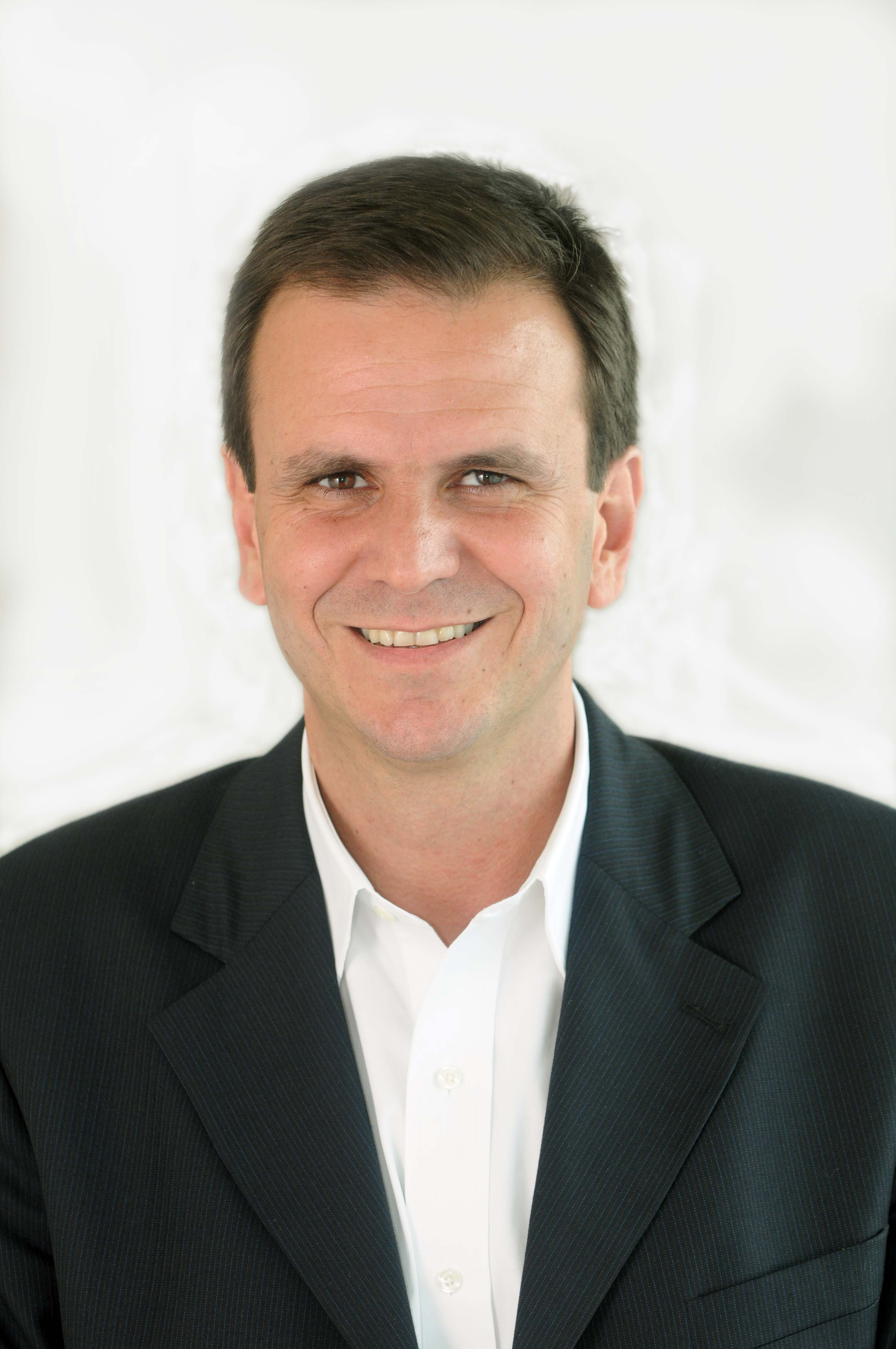
Paes in 2015.

Eduardo da Costa Paes (Rio de Janeiro, 14 november 1969) is een Braziliaans politicus en sinds 2021 de burgemeester van de stad Rio de Janeiro, een functie die hij ook bekleedde van 2009 tot 2017. Hij nam deze functie op 1 januari 2009 over van zijn voorganger Cesar Maia nadat hij Fernando Gabeira in de gemeentelijke verkiezingen had verslagen. Op 1 januari 2017 werd hij als burgemeester opgevolgd door Marcelo Crivella. Met zijn overwinning op Crivella bij de gemeenteraadsverkiezingen van 2020 werd Paes weer verkozen tot burgemeester. Bij de verkiezingen van 2018 was Paes kandidaat voor het gouverneurschap van de staat Rio de Janeiro. 
Tijdens de sluitingsceremonie van de Olympische Spelen in Londen kreeg hij de olympische vlag aangereikt uit handen van IOC-voorzitter Jacques Rogge; Rio de Janeiro heeft de Olympische Zomerspelen van 2016 georganiseerd.
Eerder was Paes wethouder in Rio de Janeiro.
- Gemeinsame Normdatei: 1056532807
- International Standard Name Identifier: 0000 0000 5285 4818
- Library of Congress Control Number: nr2002039580
- Virtual International Authority File: 29472851
- WorldCat: E39PBJx4qvrjMm86k79PKMxhpP